# Сан Валеријано (Торино)
Сан Валеријано је насеље у Италији у округу Торино, региону Пијемонт.
Према процени из 2011. у насељу је живело 419 становника. Насеље се налази на надморској висини од 383 м.